# Bocana
Bocana — рід еребід з підродини совок-п'ядунів, представники якого зустрічаються в Індонезії.

## Систематика
У складі роду:
- Bocana albipalpis Pagenstecher, 1884
- Bocana amphusalis Walker, 1859
- Bocana bistrigata Staudinger, 1888
- Bocana chosenana Bryk, 1948
- Bocana determinata Walker, 1865
- Bocana silenusalis Moore, 1882